# 20947 Polyneikes
20947 Polyneikes è un asteroide troiano di Giove del campo greco. Scoperto nel 1973, presenta un'orbita caratterizzata da un semiasse maggiore pari a 5,0735309 UA e da un'eccentricità di 0,0227603, inclinata di 2,32884° rispetto all'eclittica.
L'asteroide è dedicato a Polinice, figlio di Edipo.